# ERA G
ERA G (tudi ERA G-Type, ERA G Type, ERA Type G in ERA G - Bristol) je bil dirkalnik britanske tovarne English Racing Automobiles za sezono 1952 Formule 1. Dirkalnik se kljub velikim načrtom ni izkazal za uspešnega, uporabljen pa je bil le na treh prvenstvenih in štirih neprvenstvenih dirkah s strani Stirlinga Mossa. Na vseh treh prvenstvenih dirkah za Veliko nagrado Belgije, Veliko nagrado Velike Britanije in Veliko nagrado Nizozemske je odstopil, uvrstitev pa je dosegel na dirkah Daily Mail Trophy, kjer je bil sedmi, in Newcastle Journal Trophy, kjer je bil četrti.